# Kalcijev dobesilat
Kalcijev dobesilat je vazoprotektiv.

## Djelovanje
Kalcijev dobesilat djeluje na nekoliko razina. Djelujući na stjenke kapilara i vena on obnavlja normalnu strukturu endotela i regulira poremećenu propusnost kapilara, smanjuje izlaženje krvne tekućine u okolna tkiva, ublažava krvarenja i ublažava otekline. Djelujući na krv kalcijev dobesilat, s obzirom na to da ima svojstva antioksidanta, štiti od oksidativnog stresa, smanjuje viskoznost krvi, pospješuje protok krvi u tkivima, a također, stimulira limfnu drenažu.
Nadalje, kalcijev dobesilat smanjuje prianjanje trombocita na površinu endotelnih stanica krvnih žila, pa stoga smanjuje opasnost od tromboza. Pojačava fleksibilnost eritrocita, blokira prejaku agregaciju trombocita i u dijabetičkoj retinopatiji smanjuje preveliku viskoznost krvi i time poboljšava reološka svojstva krvi. Upravo su ove karakteristike pomažu uklanjanju loše funkcije kapilara. Kalcijev dobesilat pomaže u smanjivanju edema.

## Primjena
Kalcijev dobesilat koristio se u liječenju mikroangiopatija, pogotovo u dijabetičkoj retinopatiji, u liječenju kroničnih venskih bolesti donjih udova (varikoziteti vena), površinskog tromboflebitisa, hemoroida. Liječenje kalcijevim dobesilatom traje od nekoliko tjedana do nekoliko mjeseci, ovisno o stupnju bolesti. Doze se kreću od 500 do 1000 mg. Danas je taj lijek većinom napušten zbog slabe djelotvornosti.

## Nuspojave
Korištenje kalcijeva dobesilata u trudnoći i dojenju se uglavnom ne preporučuje. Poseban je oprez potreban u pacijenata s oštećenom bubrežnom funkcijom - u takvih pacijenata neophodno je smanjiti dozu. Također je primijećeno da kalcijev dobesilat može izazvati agranulocitozu. Moguće nuspojave jesu mučnina i proljev, kožne reakcije i vrućica.